# Amerijet International
Amerijet International – amerykańska linia lotnicza zajmująca się przewozem towarów, z siedzibą w Miami, w Stanach Zjednoczonych.
Linie te przewożą ładunki lotnicze za pomocą floty samolotów Boeing 757 i Boeing 767 z głównego hubu na Miami International Airport do 48  miejsc docelowych w regionie Karaibów, Meksyku, Ameryki Środkowej i Południowej. Ich sieć obejmuje 476 miejsc na całym świecie, w tym w Europie, Azji, Afryce oraz na Bliskim Wschodzie.

## Flota
Według stanu na marzec 2025 flota Amerijet International składała się z 13 samolotów o średnim wieku 24,5 lat:
| Samolot        | Samolot | Samolot   | Uwagi                                             |
| Model          | Aktywne | Zamówione | Uwagi                                             |
| -------------- | ------- | --------- | ------------------------------------------------- |
| Boeing 757-300 | 1       | -         |                                                   |
| Boeing 767-300 | 12      | -         | 3 samoloty wykonują operacje dla Maersk Air Cargo |
| Łącznie        | 13      | 0         |                                                   |